# Chaetodipus goldmani
Chaetodipus goldmani är en däggdjursart som beskrevs av Wilfred Hudson Osgood 1900. Chaetodipus goldmani ingår i släktet Chaetodipus och familjen påsmöss. IUCN kategoriserar arten globalt som nära hotad. Inga underarter finns listade i Catalogue of Life.
Denna gnagare förekommer i nordvästra Mexiko. Arten vistas i buskskogar med några träd på sandig eller klippig mark. Ibland hittas Chaetodipus goldmani på jordbruksmark. Individerna äter gräsets frön och kanske andra växtdelar.